# Carl du Prel

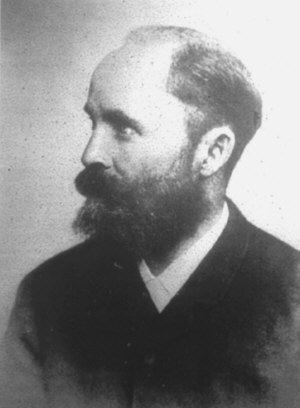
Carl Freiherr du Prel

Carl Freiherr du Prel, auch Karl Freiherr du Prel oder Baron Carl du Prel (* 3. April 1839 in Landshut; † 5. August 1899 in Hall in Tirol) war ein deutscher Philosoph, Schriftsteller und Okkultist.

## Leben und Werk
Carl du Prel war das fünfte von acht Kindern des königlichen Advokaten Maximilian Freiherr von du Prel (1800–1882) und der aus polnischem Adel stammenden Anna Sandrezcky (1804–1884). Kurz nach seiner Geburt zog die Familie nach München, wo Carl als Schüler der königlichen Pagerie aufwuchs und 1858, der Familien-Tradition folgend, ein Jura-Studium begann. Dieses Studium brach er jedoch wegen des Sardinischen Krieges nach zwei Semestern ab, um sich bei der Bayerischen Armee zu verpflichten. Dort war er bis 1872 als Ausbilder und in der Verwaltung eines Gefangenenlagers tätig. Zu seinen Freunden in dieser Zeit, mit denen er eine Art Geheimbund bildete, zählten die Schriftsteller Martin Greif und Heinrich Noë, die Kunsthistoriker Adolf Bayersdorfer und Robert Vischer sowie die Maler Wilhelm Trübner und Hans Thoma. Eine langjährige intensive Brieffreundschaft, der er viel verdankte, pflegte er mit dem Philosophen Eduard von Hartmann.
Du Prel promovierte 1868 in absentia an der Universität Tübingen in Philosophie. Seine Dissertation hatte den Titel Oneirokritikon: Der Traum vom Standpunkt des Transzendentalen Idealismus. 1872 verließ er aus Gesundheitsgründen das Militär und betätigte sich fortan als freier Autor. Er verfasste viele Aufsätze und Bücher zu Themen der Philosophie, der Ästhetik, der Literatur, der Astronomie und der Psychologie.
Mit einer Rezension von Hartmanns Philosophie des Unbewussten (1869) und mit seinem ersten Buch, Der gesunde Menschenverstand vor den Problemen der Wissenschaft (1872), in dem er Hartmann gegen einen Kritiker verteidigte, trat du Prel als engagierter Anhänger dieses Philosophen auf. In Der Kampf ums Dasein am Himmel – Die Darwin’sche Formel nachgewiesen in der Mechanik der Sternenwelt (1874) übertrug er die Deszendenztheorie auf die Astronomie. Dieses Buch wurde zwei Mal neu aufgelegt; die letzte Auflage hatte den Titel Entwicklungsgeschichte des Weltalls (1882). Daneben trug er mit vielen Aufsätzen zur Verbreitung der Abstammungslehre bei.
1880 heiratete du Prel die Witwe Albertine Schmid, geb. Baur (1853–1915), mit der er zwei Kinder, Gerhard (1882–1939) und Hildegard (1883–1968), hatte. Dank des Vermögens, das sie aus erster Ehe mitbrachte, und seiner kleinen Invaliden-Pension konnte er sich fortan ganz seinen Studien widmen.
Hartmann hatte du Prel auf den Astronomen Karl Friedrich Zöllner und auf den Philosophen Lazar von Hellenbach aufmerksam gemacht, die beide großen Einfluss auf du Prels weitere Entwicklung erlangten, nachdem sie sich 1877/78 dem Spiritismus zugewendet hatten. Du Prel widmete sich nun, anknüpfend an seine Dissertation, den Bewusstseinszuständen im Traum, bei der Hypnose, beim Somnambulismus und bei spiritistischen Séancen, die er oft in sonst ungebräuchlicher Weise zusammenfassend als „Mystik“ oder „Okkultismus“ bezeichnete.
Im August 1884 trat du Prel mit anderen Interessierten wie Gabriel von Max in Ambach (Münsing) am Starnberger See der kurz zuvor gegründeten theosophischen Loge Germania bei und wurde gleich zum zweiten Vizepräsidenten der Loge ernannt. Sein zugleich erschienenes Buch Philosophie der Mystik (vordatiert auf 1885), das er in Ambach geschrieben hatte, machte ihn zu einem Wortführer in okkultistischen und spiritistischen Kreisen. Die Theosophische Gesellschaft verließ er allerdings schon im Februar 1886 wieder, nachdem gegen deren Stifterin Helena Petrovna Blavatsky Betrugsvorwürfe geäußert worden waren (siehe Hodgson Report) und Blavatsky diese nicht entkräften konnte.
Nach dem Erscheinen der Philosophie der Mystik und Hartmanns Der Spiritismus (1885) kam es zum Bruch mit dem langjährigen Brieffreund und Förderer. Der zentrale Konfliktpunkt waren die unterschiedlichen Ansichten über das von beiden Denkern angenommene Leben nach dem Tod. Während du Prel ein Fortbestehen der Individualität postulierte, ließ Hartmann nur ein abstraktes Fortbestehen als Teil einer monistischen „Weltsubstanz“ gelten.
Im Herbst 1886 gründete du Prel mit Wilhelm Hübbe-Schleiden und Anderen die Psychologische Gesellschaft, die vor allem als Plattform für du Prels Forschungen und daran anschließende philosophische Diskussionen gedacht war. Du Prel wollte unter anderem durch Experimente mit Hypnose eine „transzendentale Experimental-Psychologie“ begründen und „Tatsachen aus dem transcendentalen Gebiet“ einer wissenschaftlichen Anerkennung entgegenführen. Für die ebenfalls 1886 von Hübbe-Schleiden gegründete theosophische Zeitschrift Sphinx schrieb er regelmäßig Beiträge. Im selben Jahr lernte er den einflussreichen russischen Spiritisten Alexander Aksakow kennen, mit dem er bis zu seinem Tod zusammenarbeitete, wobei Aksakow vor allem wegen seiner Möglichkeiten, Experimente zu organisieren und zu finanzieren, für du Prel von Bedeutung war.
1888 erschien das Buch Die monistische Seelenlehre, mit dem du Prel den Dualismus von Körper und Seele überwinden wollte, indem er zu zeigen versuchte, dass das organisierende Prinzip des Körpers mit der denkenden Seele identisch sei. Als Belege für diese Ansicht führte er unter anderem die bei spiritistischen Sitzungen zu verzeichnenden „Tatsachen“ an. Noch im selben Jahr folgten Mystik der alten Griechen und eine kommentierte Ausgabe von Immanuel Kants Vorlesungen über Psychologie, in denen du Prel argumentierte, bei den antiken Orakeln und dem Tempelschlaf habe es sich um dieselben Bewusstseinszustände gehandelt, wie sie im modernen Spiritismus als „Somnambulismus“ auftraten und untersucht wurden, und auch Kant habe bereits ein System der „Mystik“ (im Sinne du Prels) entworfen, dem nur noch die experimentelle Bestätigung gefehlt habe.
In der Psychologischen Gesellschaft kam es bald zu grundsätzlichen Meinungsverschiedenheiten zwischen du Prel und Albert von Schrenck-Notzing, der du Prels Interpretationen der untersuchten Phänomene skeptisch gegenüberstand und sich zunächst auf empirische Bestandsaufnahmen beschränken wollte. 1889 trat du Prel aus und gründete eine Gesellschaft für Experimentalpsychologie, die bald in Gesellschaft für wissenschaftliche Psychologie umbenannt wurde.
Carl du Prel starb am 5. August 1899 im Alter von 60 Jahren während eines Kuraufenthaltes in Heiligkreuz an Lungentuberkulose.
Von du Prel beeinflusst waren Carl Gustav Jung, Wassily Kandinsky und Rainer Maria Rilke.

## Philosophie
Als Philosoph war du Prel stark geprägt durch Immanuel Kant, Arthur Schopenhauer und Eduard von Hartmann; daneben gab er sich als Anhänger Charles Darwins zu erkennen. Dem traditionellen Christentum und dem ab der Mitte des 19. Jahrhunderts in der Wissenschaft vorherrschenden Materialismus stand er kritisch gegenüber. Im Materialismus sah er die Ursache für die zunehmende Kriminalität, für die steigende Selbstmordrate und für das vermehrte Auftreten von Geisteskrankheiten. Du Prel setzte sich daher für eine spirituelle Erneuerung ein, zu der er mit der Begründung einer „Transzendentalen Psychologie“ beitragen wollte. Der Kernpunkt seiner Ansichten war die Anerkennung des Unbewussten, das in Träumen, in Trance, beim Hellsehen und bei der telepathischen Suggestion zum Vorschein komme, aber gewöhnlich als Schattenseite des Bewusstseins verborgen sei. Auf diesem Hintergrund befasste er sich mit derartigen „okkulten“ Phänomenen und war damit einer der Vorläufer der Parapsychologie. Durch wissenschaftliche Untersuchungen solcher Phänomene hoffte er, den Materialismus empirisch zu widerlegen.

## Schriften (Auswahl)
- Der gesunde Menschenverstand vor den Problemen der Wissenschaft. In Sachen J. C. Fischer contra Hartmann. Duncker, Berlin 1872
- Der Kampf ums Dasein am Himmel. Denicke, Berlin 1874
  - Dritte Auflage: Entwicklungsgeschichte des Weltalls. Entwurf einer Philosophie der Astronomie. Günther, Leipzig 1882
- Unter Tannen und Pinien. Wanderungen in den Alpen, Italien, Dalmatien und Montenegro. Denicke, Berlin 1875
- Psychologie der Lyrik. Beiträge zur Analyse der dichterischen Phantasie. Günther, Leipzig 1880
- Die Planetenbewohner und die Nebularhypothese. Neue Studien zur Entwicklungsgeschichte des Weltalls. Günther, Leipzig 1880; Reeken, Lüneburg 2006, ISBN 3-940679-03-8
- Die Philosophie der Mystik. Günther, Leipzig 1885
- Justinus Kerner und die Seherin von Prevorst. Grieben, Leipzig 1886
- Das weltliche Kloster. Eine Vision. Günther, Leipzig 1887
- Die monistische Seelenlehre. Ein Beitrag zur Lösung des Menschenrätsels. Günther, Leipzig 1888
- Studien aus dem Gebiet der Geheimwissenschaften. 2 Bände. Friedrich, Leipzig 1890/1891
  - Neuausgabe, Band 1 als: Unser magisches Weltbild – Tatsachen und Probleme. Bohmeier, Leipzig 2005, ISBN 3-89094-456-6
  - Neuausgabe, Band 2 als: Praktische Experimente zur Hypnose, Psychologie und Metaphysik. Bohmeier, Leipzig 2005, ISBN 3-89094-483-3
- Das Kreuz am Ferner. Ein hypnotisch-spiritistischer Roman. Cotta, Stuttgart 1891
- Das Rätsel des Menschen. Einleitung in das Studium der Geheimwissenschaften. Reclam (UB 2978), Leipzig 1892 (Digitalisat); Bohmeier, Leipzig 2005, ISBN 3-89094-450-7
- Der Spiritismus. Reclam (UB 3116), Leipzig 1893; Bohmeier, Leipzig 2006, ISBN 3-89094-487-6
- Die Entdeckung der Seele durch die Geheimwissenschaften. 2 Bände. Günther, Leipzig 1894/95
  - Band 1: ohne Untertitel
  - Band 2: Fernsehen und Fernwirken
- Der Tod, das Jenseits, das Leben im Jenseits. Costenoble, Jena 1899; Altmann, Leipzig 1922; Superbia, Leipzig 2005, ISBN 3-937554-10-6
- Die Magie als Naturwissenschaft. Costenoble, Jena 1899
  - Teil 1: Die magische Physik
  - Teil 2: Die magische Psychologie
- Die vorgeburtliche Erziehung, ein Mittel zur Menschenzüchtung. Ein Beitrag zur Lösung der sozialen Frage. Costenoble, Jena 1899
- Die Psyche und das Ewige. Grundriss einer transzendentalen Psychologie. Fischer, Pforzheim 1971